# C17H24N2O3
化学式C17H24N2O3（摩尔质量：304.39 g/mol）可能指：
- 替利洛尔，CAS号：85136-71-6 ，盐酸盐CAS号：62774-96-3
- N-甲基去甲卡芬太尼，CAS号：59708-50-8
- 3,4-MDO-U-47700，CAS号：2488874-96-8

|  | 这个同类索引页列出了具有相同分子式的化学物（即同分異構體）条目。 除非您是有意链接至本页，否则应将相应条目的内部链接指向正确的条目。 |